# Coremata stigmatalis
Coremata stigmatalis är en fjärilsart som beskrevs av George Francis Hampson 1898. Coremata stigmatalis ingår i släktet Coremata och familjen Crambidae. Inga underarter finns listade i Catalogue of Life.